# Red Hot Chili Peppers
I Red Hot Chili Peppers (talvolta abbreviato semplicemente in RHCP, Red Hot, o in inglese Chili Peppers o semplicemente Peppers) sono un gruppo musicale rock statunitense, formatosi a Los Angeles nel 1982 e composto da Anthony Kiedis (voce), Flea (basso, cori), John Frusciante (chitarra, cori) e Chad Smith (batteria, percussioni).
Nella loro carriera hanno unito con successo vari generi, tra cui soprattutto funk, hip hop, hard rock, punk rock, rock psichedelico e successivamente rock alternativo e pop rock, arrivando a forgiare un caratteristico sound che nelle esibizioni dal vivo è improntato spesso all'improvvisazione. Hanno venduto oltre 120 milioni di dischi nel mondo e detengono il record per il maggior numero di singoli al primo posto della classifica Alternative Airplay stilata dalla rivista Billboard. Nel 2012 sono stati inseriti nella Rock and Roll Hall of Fame, mentre dal 2022 fanno parte delle celebrità della Hollywood Walk of Fame.

## Storia

### Gli inizi (1983-1988)

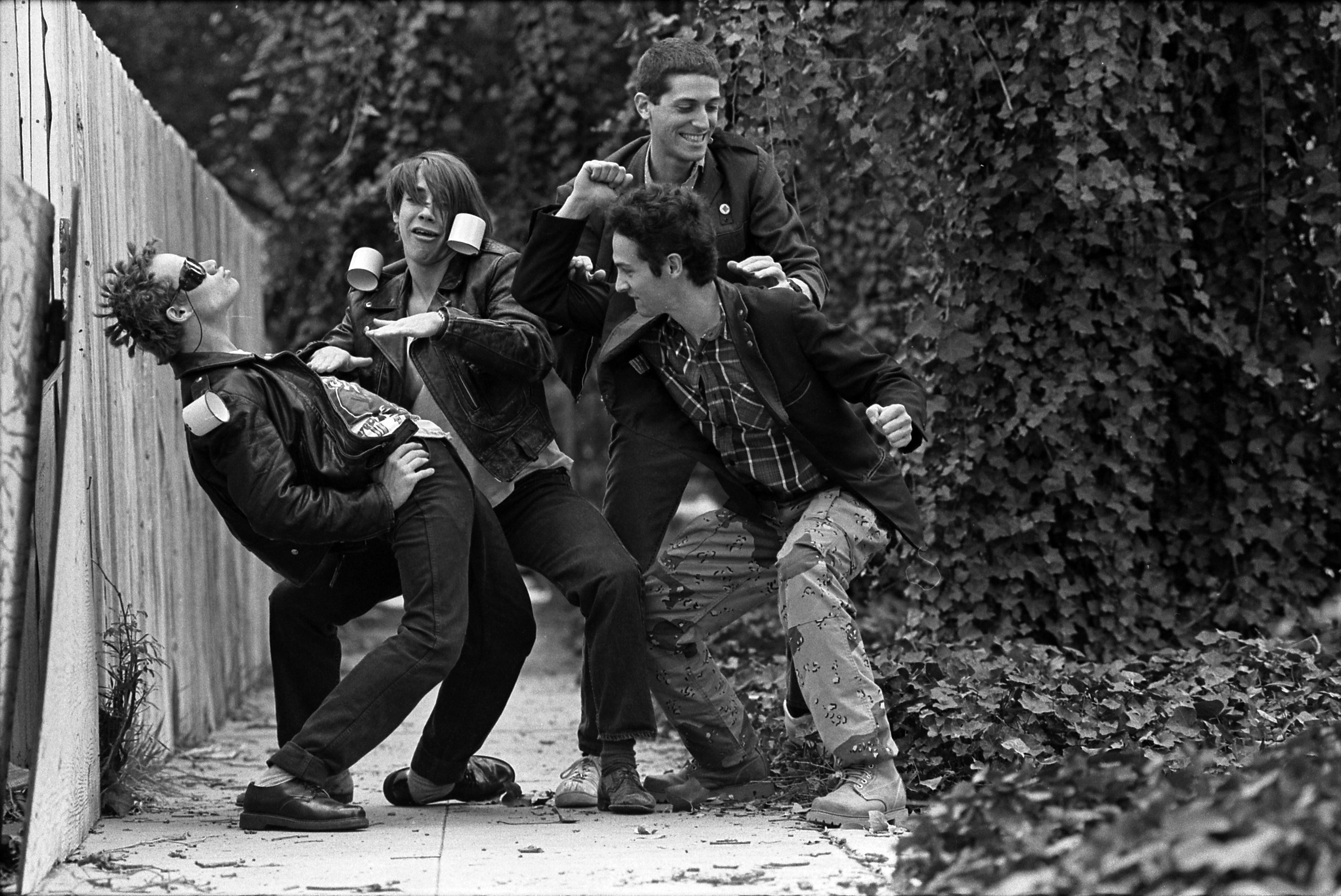
I Red Hot Chili Peppers nel 1984: da sinistra, Flea, Anthony Kiedis, Jack Sherman e Cliff Martinez

Il gruppo fu fondato da tre ragazzi della Fairfax High School di Los Angeles: il bassista Flea (già membro dei Fear), il cantante Anthony Kiedis e il chitarrista Hillel Slovak. La prima formazione era completata dal batterista Jack Irons.
In origine scelsero il nome Tony Flow and the Miraculously Majestic Masters of Mayhem per la loro prima esibizione dal vivo, e si formarono nel 1983 in seguito a questa performance, al locale "Rhythm Lounge". Per l'occasione eseguirono la canzone Out in L.A., scritta da Kiedis sulle basi di un giro di basso funk di Flea. L'esibizione stupì il pubblico, al punto da invogliare il gruppo a tornare al locale la settimana seguente, e così cambiarono nome in Red Hot Chili Peppers. Dopo altri concerti a Los Angeles, ottennero una certa popolarità nella scena rock locale e registrarono le sei canzoni suonate al "Rhythm Lounge" su un demo, tentando per la prima volta di ottenere un contratto discografico.
All'epoca Hillel Slovak e Jack Irons suonavano anche per i What Is This?, sotto contratto con la MCA Records, e perciò vi tornarono all'inizio del 1984 per la registrazione di un nuovo album. Nello stesso anno gli altri due Red Hot firmarono un contratto con la EMI, ed uscì The Red Hot Chili Peppers, con Jack Sherman alla chitarra e Cliff Martinez alla batteria. Prodotto da Andy Gill dei Gang of Four, l'album non ottenne successo commerciale e il tour non ebbe risultati migliori, soprattutto a causa di contrasti di Sherman con Kiedis e Flea. Vi furono anche screzi con il produttore Andy Gill, che voleva che il gruppo avesse sonorità più orecchiabili. Così Sherman fu licenziato, ed Hillel Slovak ritornò alla chitarra.
George Clinton, mente principale dei Parliament e dei Funkadelic, fu ingaggiato per la produzione di Freaky Styley, uscito il 16 agosto 1985. Grazie alla grande alchimia che si era creata tra la band e il produttore il disco risultò più convincente rispetto all'esordio, riuscendo quantomeno nell'intento di fondere in maniera coerente e lineare la miscela di generi che diventò il marchio di fabbrica del gruppo. Il disco consentì, grazie al discreto successo del singolo Hollywood (Africa), di intraprendere un tour americano e poi due velocissime apparizioni nel vecchio continente: la prima in un piccolo festival tedesco, la seconda in Inghilterra. Il gruppo, trainato anche dai primissimi (seppur scarsi) successi dell'LP e da una voglia irrefrenabile di suonare, decise di tornare in sala d'incisione per dare un seguito a Freaky Styley. Intanto Cliff Martinez fu licenziato e sostituito per qualche tempo da Chuck Biscuits, con cui proseguirono per un tour estivo; il primo batterista, Jack Irons, tornò nei Red Hot all'inizio del 1986. Allora cominciarono i loro problemi con l'eroina. Anthony abbandonò temporaneamente la band a causa della sua dipendenza, e poi si riunì una volta disintossicato, mentre Hillel riuscì a contenersi e a restare nel gruppo.

Hillel Slovak, chitarrista originario della band, morì per un'overdose di eroina nel 1988

Il loro terzo album The Uplift Mofo Party Plan uscì il 29 settembre del 1987, e fu il primo ad inserirsi nella classifica Billboard, precisamente al numero 148 grazie al discreto successo di Fight Like a Brave. Prodotto da Michael Beinhorn, fu l'unico registrato dalla compagine originaria del gruppo e fu promosso anche da un tour in Europa.
Poco dopo il ritorno dai concerti europei, il 27 giugno 1988 Slovak fu trovato morto per overdose in un albergo di Los Angeles.
Colpito dalla gravità del fatto, e dichiarando apertamente di non voler entrare nei loro problemi con la droga, Irons lasciò la band ed iniziò a lavorare per altri gruppi, come Pearl Jam ed Eleven. I Red Hot rimasti ingaggiarono per un breve periodo alla batteria D.H. Peligro (Dead Kennedys) e alla chitarra DeWayne McKnight (Parliament, Funkadelic), sostituiti poco tempo dopo rispettivamente da Chad Smith e John Frusciante.

### Primi successi:Mother's Milk,Blood Sugar Sex Magik(1989-1993)

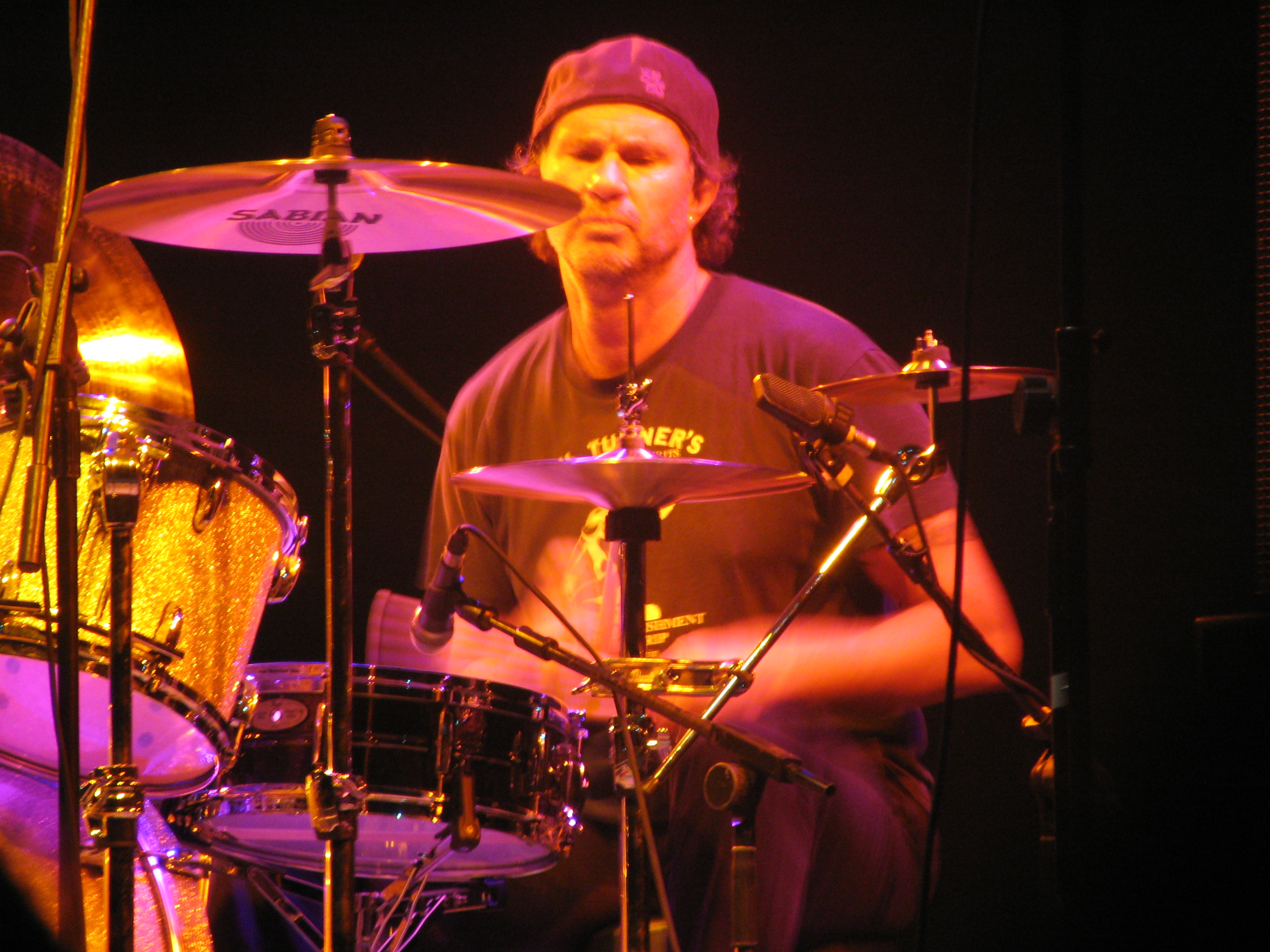
Chad Smith entrò nei Red Hot Chili Peppers nel 1988 e negli anni divenne uno dei punti fermi della band

Tornati in studio di registrazione, iniziarono ad avere discussioni con il produttore Michael Beinhorn, che voleva che John usasse riff di chitarra abrasivi e taglienti, simili a quelli dell'heavy metal. Frusciante ne rimase sconfortato, ma Beinhorn decise lo stesso che i Red Hot incidessero un album più pesante e meno funk, benché sarebbero cominciati da allora i loro primi veri successi grazie all'inserimento della melodia, fino ad allora mai sperimentata dalla band.
Così, nell'agosto del 1989, uscì Mother's Milk. I suoi singoli di maggior successo furono Knock Me Down, dedicato ad Hillel Slovak, ed una cover di Higher Ground di Stevie Wonder. Il terzo singolo, forse meno noto, fu Taste the Pain. Il disco arrivò al numero 52 delle classifiche statunitensi, e i due singoli di lancio entrarono per la prima volta nella Modern Rock Tracks. Il 9 settembre il gruppo comincia, dal Moore Theatre di Seattle, il tour promozionale dell'album, che si protrae fino a fine anno. Il 24 gennaio 1990 la band affronta il primo mini-tour giapponese, con date a Nagoya, Osaka e Kawasaki, mentre il 2 febbraio comincia da Sheffield la leg europea che si conclude l'8 marzo seguente a Londra. A giugno i Red Hot tornano nel Vecchio Continente per esibirsi al Pinkpop Festival e nuovamente in Inghilterra, con spettacoli a Londra, Birmingham, Leeds e Manchester.

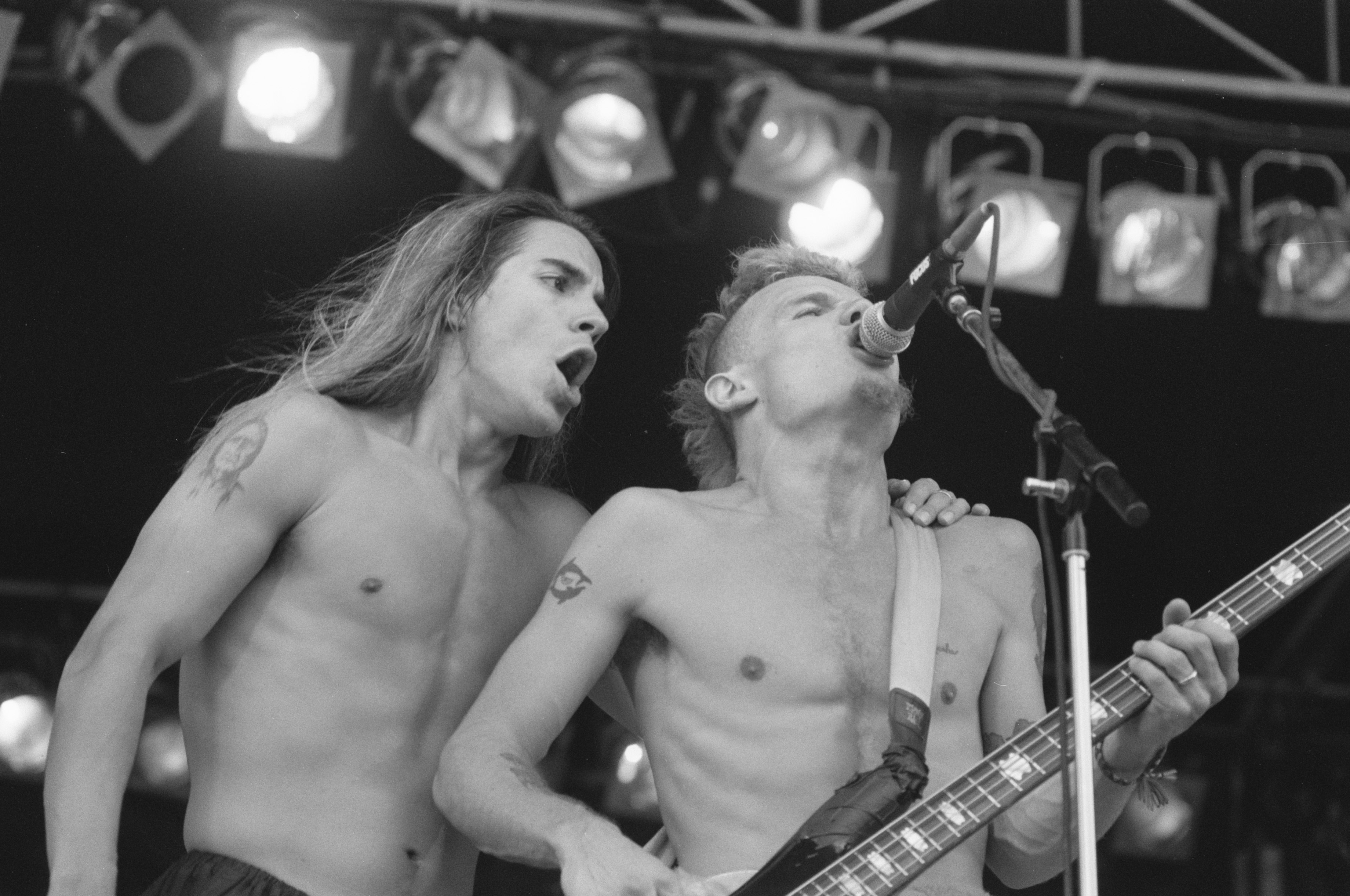
Anthong Kiedis e Flea in concerto ad Amsterdam nel 1989

Nel 1990 il gruppo lasciò la EMI per la Warner Bros. Records. Un anno dopo fu assunto per la produzione di un nuovo album il celebre produttore Rick Rubin, noto per aver lavorato anche con i Dickers, i Beastie Boys, gli Slayer e i Run DMC. Rubin non fu sempre soddisfatto dei risultati di lavoro, e sosteneva che i Chili Peppers avrebbero dovuto incidere in un luogo molto poco ortodosso. Così scelse "un posto sorprendente ed enorme, di rilevanza storica e in stile mediterraneo: un'imponente villa a Laurel Canyon dove lui e il gruppo avrebbero potuto addirittura convivere". Frusciante, Kiedis e Flea si isolarono, e non si mossero mai da casa durante le registrazioni; solo Smith decise di non restare, ed ogni notte se ne andava con la sua moto Harley-Davidson. Come titolo per l'album fu scelto lo stesso della traccia Blood Sugar Sex Magik, anche perché Rick pensava che fosse "il miglior titolo a loro disposizione".
Dopo 6 mesi di produzione, il 24 settembre 1991 uscì Blood Sugar Sex Magik. Considerato universalmente il capolavoro dei Red Hot e uno dei migliori album della storia del rock, l'album vendette 13 milioni di copie e per primo li rese tra i musicisti più importanti del mainstream, arrivando nel 1992 al terzo posto in classifica negli USA. Al successo del disco contribuirono soprattutto Give It Away, vincitore nel 1993 di un Grammy Award alla miglior interpretazione hard rock, e la ballata Under the Bridge, dedicata alle difficili esperienze di Anthony Kiedis con l'eroina, che contribuì ad aumentare ulteriormente la popolarità del gruppo. La band si inoltra in un altro tour promozionale a supporto dell'album, partito il 16 ottobre dal Wisconsin, con gruppi spalla del calibro di Pearl Jam, Nirvana e The Smashing Pumpkins. Nel maggio del 1992 Frusciante, alle prese anche lui con l'eroina e coinvolto in contrasti con gli altri Red Hot, lasciò il gruppo durante la tappa giapponese del loro tour. Con il sostituto Arik Marshall suonarono a Lollapalooza.
Il 29 settembre 1992 la EMI pubblicò What Hits!?, una raccolta comprendente i brani della band prodotti negli anni '80; grazie ad un accordo con la Warner, la compilation include anche Under the Bridge. Ad ottobre il gruppo debutta in Oceania, con una serie di concerti tra Australia e Nuova Zelanda. Il 15 gennaio 1993 i Red Hot esordiscono in Brasile nell'ambito dell'Hollywood Rock, a San Paolo, al quale partecipano anche Simply Red, Nirvana e Alice in Chains. Nel mese di settembre arrivò un altro chitarrista, Jesse Tobias dei californiani Mother Tongue, poi sostituito a sua volta dall'ex Jane's Addiction Dave Navarro.

### One Hot Minute,Californication(1994-2001)

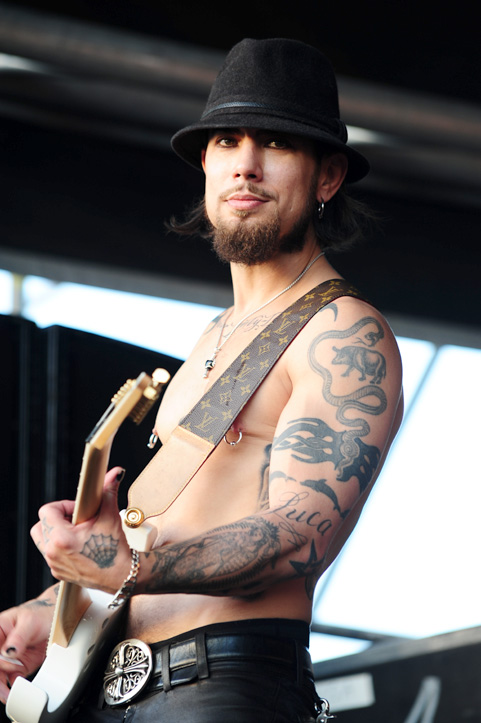
Dave Navarro sostituì John Frusciante alla chitarra durante il periodo di One Hot Minute

Nel 1994 suonarono a Woodstock '94, in cui si presentarono sul palco vestiti da gigantesche lampadine. Nonostante la buona riuscita dell'esibizione, divenne subito evidente che Dave Navarro, secondo le parole di Kiedis, difficilmente riuscisse a legare con il resto del gruppo. Le differenze tra lui e i Red Hot, anche in fatto di stile musicale, emersero oltre un anno dopo con le registrazioni di One Hot Minute, che venne pubblicato il 12 settembre 1995.
Il disco incorporava elementi classicamente funk e rock, ma si distinse anche per più influenze psichedeliche e in parte metal. Malgrado le critiche, dovute soprattutto alla mancanza di Frusciante (il cui lavoro fu molto apprezzato nei due album precedenti), One Hot Minute vendette 5 milioni di copie e fu forte di brani come i singoli Warped, My Friends, Aeroplane e la conclusiva Transcending, canzone dedicata all'attore e vecchio amico River Phoenix, morto poco prima. Seguì un tour di circa due anni, comprendente anche un concerto al Fuji Rock Festival  in Giappone, interrotto dopo circa otto canzoni a causa dell'imminente arrivo di un tifone. Allora Kiedis riprese anche a consumare droghe, abitudine che avrebbe perso definitivamente solo nel 2000. Navarro lasciò i Red Hot nel 1998 a causa delle loro divergenze, ma anche a causa di propri problemi fisici derivati dalla tossicodipendenza.
Nel gennaio del 1998, John Frusciante fu convinto a seguire un programma di disintossicazione a Los Encinos. A febbraio si riprese ed affittò un appartamento a Silver Lake, e due mesi dopo Flea decise di visitare il chitarrista, che fu invitato a tornare nella band. Frusciante accettò prontamente e, una settimana dopo, si riunì ai Red Hot in un garage.
(Anthony Kiedis, Scar Tissue, p. 399)
Il 31 marzo seguente venne pubblicata Under the Covers: Essential Red Hot Chili Peppers, una raccolta comprendente le cover realizzate dal gruppo dagli esordi fino a quel momento.
Nei primi mesi dell'anno, Flea partì per un viaggio in Cambogia, cosa che diede modo a Kiedis e Frusciante di riallacciare i rapporti che si erano incrinati qualche anno prima. In questo periodo la band fece pochi concerti negli USA, in cui presentò anche alcuni pezzi del futuro album, come Parallel Universe, I Like Dirt e Get on Top.
Dopo più di un anno di produzione insieme a Rick Rubin, l'8 giugno 1999 uscì Californication, il loro album di maggior successo commerciale con 15 milioni di copie vendute. Raggiunse solo il terzo posto delle classifiche USA, ma per la prima volta entrò e rimase a lungo nelle classifiche di ogni altra parte del mondo, Europa compresa. L'album fu trainato soprattutto da Scar Tissue, vincitore nel 2000 di un Grammy Award alla miglior canzone rock, da Otherside e dalla title track.
I Red Hot Chili Peppers partirono per un altro tour, esibendosi anche in Russia (a Mosca, sulla Piazza Rossa) presenti 350 000 spettatori ed ancora a Woodstock 1999 (più di mezzo milione di spettatori), insieme a The Offspring, Kid Rock, Korn, Limp Bizkit, Bush, Alanis Morissette, i Metallica, Rage Against the Machine ed i Creed. Durante la loro cover di Fire di Jimi Hendrix, l'esibizione fu interrotta da un incendio su una torre in mezzo alla folla.
Nell'autunno del 1999 cominciò un nuovo tour europeo per il gruppo, partito il 29 ottobre da Helsinki e conclusosi il 22 novembre a Lisbona. A gennaio partono invece le date giapponesi e quelle in Australia e Nuova Zelanda, mentre da marzo a settembre la band è impegnata nella leg nordamericana, con Foo Fighters, Muse e Bicycle Thief come gruppi spalla.
Nel gennaio 2001 la band chiuse il tour con due date in America meridionale suonando in Brasile al Rock in Rio e in Argentina a Buenos Aires. Tornati a casa si presero una pausa durante la quale John Frusciante ne approfittò per completare i lavori per il suo terzo album solista che venne pubblicato a metà febbraio. Gli unici impegni per quell'anno furono cinque apparizioni live europee nel mese di agosto: la band si esibì in Inghilterra a Staffordshire e Chelmsford per il V2001 Festival, allo Stadio Parken di Copenaghen, nei Paesi Bassi in uno show a Utrecht ed infine in Irlanda allo Slane Castle, dove aprirono il concerto degli U2 per il loro Elevation Tour. In quelle date la band cominciò anche a suonare nuovi brani, fra cui Fortune Faded, (che verrà pubblicata come singolo nel 2003 ed inclusa nella raccolta Greatest Hits) e Universally Speaking. Il 1º agosto il gruppo si esibì a New York per le celebrazioni dei vent'anni dalla nascita di MTV, dove suonò Give it Away in chiusura di trasmissione.
Dopo l'estate i Red Hot entrarono in studio per comporre il nuovo disco con la speranza di concluderlo entro l'anno, ma i lavori andarono a rilento e la pubblicazione venne rimandata al 2002. Per mantenere calmi i fan la Warner pubblicò il DVD Off the Map, video live relativo alla tournée del 2000 diretto da Dick Rude, che ha girato anche i video per Catholic School Girls Rule, Fight Like a Brave ed Universally Speaking.
Il 14 dicembre fecero un'apparizione in pubblico a Hollywood in occasione dello show di beneficenza Silver Lining Benefit dove si esibirono in un mini-set che fu sfruttato per presentare due nuovi pezzi: Don't Forget Me e Throw Away Your Television. Con l'anno nuovo le lavorazioni si fecero più intense e tutte le canzoni vennero completate in un paio di mesi.

### By the Way(2002-2005)

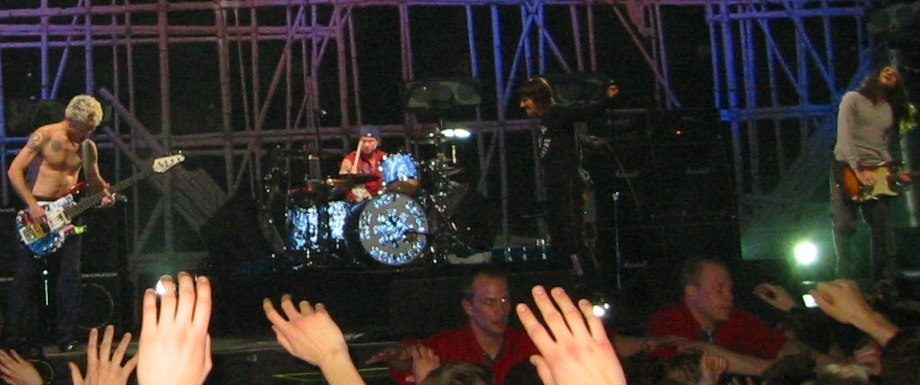
I Red Hot Chili Peppers in concerto a Stoccolma nel 2003

Il titolo del nuovo album fu annunciato ai primi di aprile, il primo singolo By The Way fu presentato il 17 maggio 2002. Immediatamente la band partì per l'Europa per promuovere l'uscita del disco e la settimana successiva Anthony & Co. si esibirono in Piazza del Plebiscito a Napoli in occasione della partecipazione al Festivalbar. Il 15 giugno suonarono all'Heineken Jammin' Festival di Imola davanti a 100.000 spettatori; tra i diciassette brani presentati verranno proposte cinque nuove composizioni: By the Way (già in radio da qualche giorno), Universally Speaking, Can't Stop, Throw Away Your Television e The Zephyr Song. Il tour proseguì nel vecchio continente fino alla fine di giugno.
Il 9 luglio 2002 uscì By the Way, prodotto da Rick Rubin, entrando al secondo posto nella Billboard 200. Il disco stabilisce subito un record: un album del gruppo per la prima volta è presente in sedici paesi del mondo in prima posizione. Rispetto agli altri dischi del gruppo, è meno funk e hip hop e contiene perlopiù ballate. Dall'album furono estratti cinque singoli, la title track, The Zephyr Song, Can't Stop, Universally Speaking e Dosed.
La band si inoltra in un lungo tour attraverso Stati Uniti d'America, Canada, Messico, Asia e America meridionale. Nel mese di novembre tornano in Giappone con una serie di sette show, per poi toccare anche Singapore e Thailandia; infine è la volta della Nuova Zelanda e un'altra serie di sette concerti nelle principali città dell'Australia. Nel frattempo il 3 dicembre viene pubblicato il secondo singolo: The Zephyr Song. L'anno viene chiuso con due show a Las Vegas.
Alla fine di gennaio 2003 il tour riparte dall'Europa con date che vengono raddoppiate quasi in ogni città: Lisbona, Madrid, Milano, Roma, Parigi, Glasgow, Londra e Rotterdam.
Can't Stop diventa il terzo singolo nell'intento (riuscito) di far risalire le vendite dell'album che aveva perso un po' di posizioni dopo essere stato per 7 mesi in testa. Tra maggio e ottobre la band affronta una serie di oltre 50 date attraverso le arene delle più importanti città degli Stati Uniti, inframezzate da diverse apparizioni a festival tra i quali il Coachella Festival, il V2003 Festival in Inghilterra, altre esibizioni in Germania e soprattutto il mega concerto del 23 agosto ancora allo Slane Castle, questa volta però in qualità di headliner, davanti a 80.000 persone. In giugno arriva il quarto singolo solo per il mercato europeo: Universally Speaking; per non lasciare i fan americani a bocca asciutta per loro arriva Dosed. Ad un anno dalla sua uscita By The Way arriva a quota 8 milioni di copie vendute e secondo la rivista Spin i Red Hot sono al 9º posto tra i gruppi più importanti della storia; contemporaneamente Frusciante annuncia per il febbraio 2004 il suo quarto disco solista e collabora insieme al fido compagno Flea nei dischi di Mars Volta (De-Loused in the Comatorium) e di Ziggy Marley, figlio di Bob (Dragonfly).

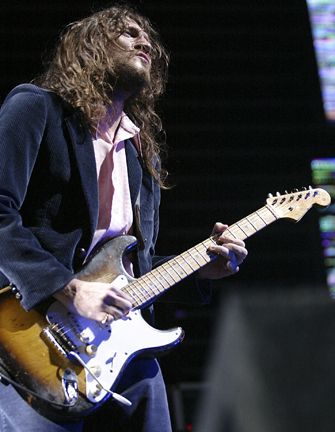
Il sound di By the Way fu molto influenzato dalle scelte melodiche di John Frusciante a discapito di uno stile più rock

Ai tempi di By the Way le scelte musicali di John erano piuttosto in disarmonia con quelle di Flea, e ciò influenzò fortemente la direzione sonora dell'album. La sua maggiore impronta melodica fu dovuta all'interesse di John per uno stile chitarristico più elaborato e multiforme, ma non del tutto lontano da quello del bassista; peraltro vi furono alcuni momenti di dissapore, perché i giri di basso di Flea non piacevano molto a John né erano molto vicini alle sue scelte sonore. Così Balzary pensò di lasciare il gruppo durante la tappa statunitense del tour per By the Way, intenzione che però avrebbe abbandonato nel 2004, anche perché convinto dagli altri Red Hot.
Al termine del tour, che si chiude il 27 ottobre a Calgary, l'etichetta del gruppo annuncia per l'inverno l'uscita di un greatest hits e DVD dedicati ai quattro peperoncini californiani. Il 18 novembre, per festeggiare i primi vent'anni dalla nascita, viene così dato alle stampe Greatest Hits, seconda raccolta ufficiale del gruppo, con all'interno due inediti: Fortune Faded (che verrà pubblicata come singolo)  e Save The Population, oltre ad un DVD con 16 videoclip storici della band. Lo stesso giorno arriva un secondo DVD, Live at Slane Castle, contenente l'esibizione della band in Irlanda il 23 agosto precedente. In quello stesso anno Blood Sugar Sex Magik e Californication entrarono nella lista dei 500 migliori album secondo Rolling Stone, rispettivamente ai numeri 310 e 399.
A dicembre il manager dei Peppers annuncia una serie di concerti negli stadi per l'estate 2004, tra queste ne viene annunciata anche una allo stadio Giuseppe Meazza di Milano per l'8 giugno, più date al Parco dei Principi di Parigi, alla Amsterdam Arena, al City of Manchester Stadium, al Millennium Stadium di Cardiff, allo stadio di Murrayfield di Edimburgo e al Rock am Ring in Germania. Ma i concerti clou del tour del 2004 si svolgono all'Hyde Park di Londra; tre date, 100.000 spettatori ognuna per un totale di 300.000 spettatori. Biglietti esauriti in meno di tre ore e record d'incassi per un concerto; record ancora imbattuto di 18 milioni di dollari per un live. Ne registrarono alcune performance in Live in Hyde Park, insieme ad altri due inediti, Rolling Sly Stone e Leverage of Space. A luglio suonano anche all'International Stadium di Yokohama in occasione del Rock Odyssey, evento al quale hanno anche partecipato Lenny Kravitz e i Black Eyed Peas e in seguito immortalato nel bootleg Live in Japan.
Il 2005 vede la band impegnata per le registrazioni del nuovo disco ed esibirsi in pochi concerti in giro per gli States; quello più significativo si tiene a Las Vegas il 2 luglio, in occasione delle celebrazioni per i cento anni della città e viene sfruttato per presentare due brani del futuro album: 21st Century e Readymade. A settembre il gruppo partecipa invece al React Now, evento di beneficenza per le vittime dell'uragano Katrina (che a fine agosto colpì Louisiana, Alabama e Mississippi), suonando una versione acustica di Under the Bridge.

### Stadium Arcadium(2006-2008)

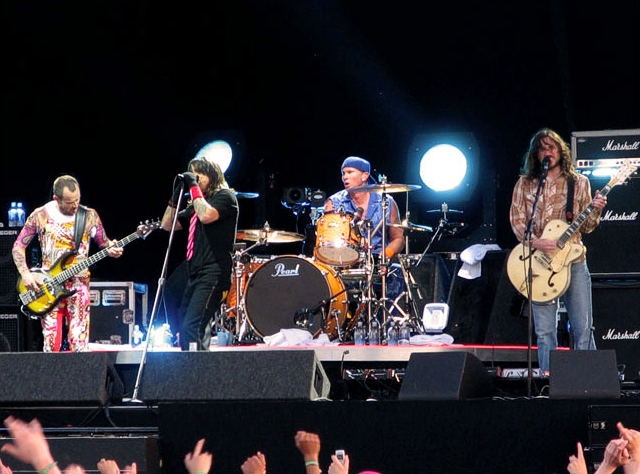
I Red Hot Chili Peppers al Pinkpop Festival nel 2006

Nel 2006 pubblicano Stadium Arcadium. Il progetto originale doveva contenere 38 canzoni in tre album pubblicati a sei mesi di distanza l'uno dall'altro, ma alla fine si optò per un doppio album con 28 tracce. È stato il primo disco del gruppo a debuttare al numero uno delle classifiche USA, dove è rimasto per due settimane, e di altri 26 paesi. Nella prima settimana ha venduto più di un milione di copie, di cui 442.000 solo negli Stati Uniti. A lanciarlo è stato Dani California, il singolo dei Red Hot a più rapide vendite, al primo posto della Modern Rock Tracks, al sesto di Billboard e al secondo in Gran Bretagna. Finora Stadium Arcadium ha venduto oltre 7 milioni di copie.
I Red Hot Chili Peppers iniziarono un altro tour biennale, per la promozione di Stadium Arcadium. Il disco venne presentato ad aprile con una serie di concerti all'interno di alcuni club europei, tra i quali La Cigale di Parigi e l'Alcatraz di Milano. Il tour vero e proprio iniziò a maggio in Europa, insieme a Ben Harper. A luglio sono stati la band di cartello al Fuji Rock Festival in Giappone. A novembre hanno anche sostenuto concerti con i Mars Volta negli Stati Uniti, e due date al Mediolanum Forum di Assago, presso Milano.
Nel gennaio del 2007 anche Tell Me Baby e Snow (Hey Oh) hanno raggiunto il primo posto della Modern Rock Tracks, e nello stesso periodo sono stati pubblicati altri due singoli, Hump de Bump (solo negli USA) e Desecration Smile (solo in Europa).
A febbraio i Chili Peppers hanno ricevuto quattro Grammy Award su sei candidature ricevute: miglior album rock, miglior canzone rock, miglior produzione rock da un duo o gruppo, miglior edizione speciale per un album. Insieme a loro, Rick Rubin è stato premiato come produttore dell'anno. Inoltre il gruppo ha vinto agli American Music Award (miglior gruppo, miglior artista alternativo) e agli MTV Europe Music Awards (miglior album). A gennaio, la band cominciò la seconda tranche del tour nordamericano, con shows anche in Canada e Messico, mentre ad aprile fece tappa in Australia e Nuova Zelanda, partecipando anche al Coachella Festival. Dopo un mese di pausa, il gruppo tornò sulle scene i primi di giugno, con date in Giappone e anche in Europa, dove il 28 giugno si sono esibiti per un'unica data italiana allo stadio Friuli di Udine. A luglio hanno suonato al Live Earth, al Wembley Stadium di Londra. In Polonia hanno sostenuto un altro concerto estivo allo Slasky Stadium, ripreso anche per la TV locale. Tra i concerti di rilievo spiccano quelli a Parigi, Monaco di Baviera, Amburgo, Dresda, Bilbao, al Green Fest in Serbia (prima data assoluta nella ex Jugoslavia), al Roskilde Festival in Danimarca e a Glasgow. I concerti nel Vecchio Continente si protrassero fino alla fine di agosto, quando la band chiuse ufficialmente il tour esibendosi al Festival di Reading e Leeds.
Terminato il tour, venne annunciata l'uscita di un doppio DVD di Chad, Eastern Rim, con varie riprese dal backstage dei concerti, un'esibizione alla Federation Square a Melbourne con John e Flea, interviste ed altro materiale inedito.
Nel maggio 2008, il cantante Anthony Kiedis ufficializzò la pausa della band. Egli infatti dichiarò che per minimo un anno i componenti si sarebbero occupati di progetti alternativi. Ad esempio Chad Smith andò in Giappone dopo essersi unito ad una band jazz.

### Riabbandono di Frusciante (2009)
Il 14 dicembre 2009 inaspettatamente John Frusciante annunciò la nuova uscita dalla band per "dedicarsi esclusivamente ai progetti solisti", dichiarando che il gruppo si sarebbe messo al lavoro con il sessionman Josh Klinghoffer, che aveva già affiancato la band come secondo chitarrista durante la tournée del 2007 in Australia e in Europa. Il 9 febbraio 2010 viene annunciato ufficialmente che Klinghoffer è il nuovo chitarrista della band; a far trapelare la notizia è il batterista Chad Smith nel corso di un'intervista.
Anthony Kiedis dichiarerà in un'intervista riguardo alla scelta di Klinghoffer che «era l'unica scelta, e ciò non dipendeva solo dal fatto che fosse superqualificato per il ruolo, ma aveva a che fare soprattutto col fatto che fosse un amico. Una combinazione che non capita tutti i giorni, e ignorare questo sarebbe stato molto stupido».
La prima uscita ufficiale dei Red Hot Chili Peppers con la nuova formazione avvenne a Los Angeles il 29 gennaio 2010, in occasione del 2010 MusiCares Person of The Year, concerto tributo a Neil Young, dove la band si esibì con la cover del brano A Man Needs a Maid.

### I'm with You(2010-2014)

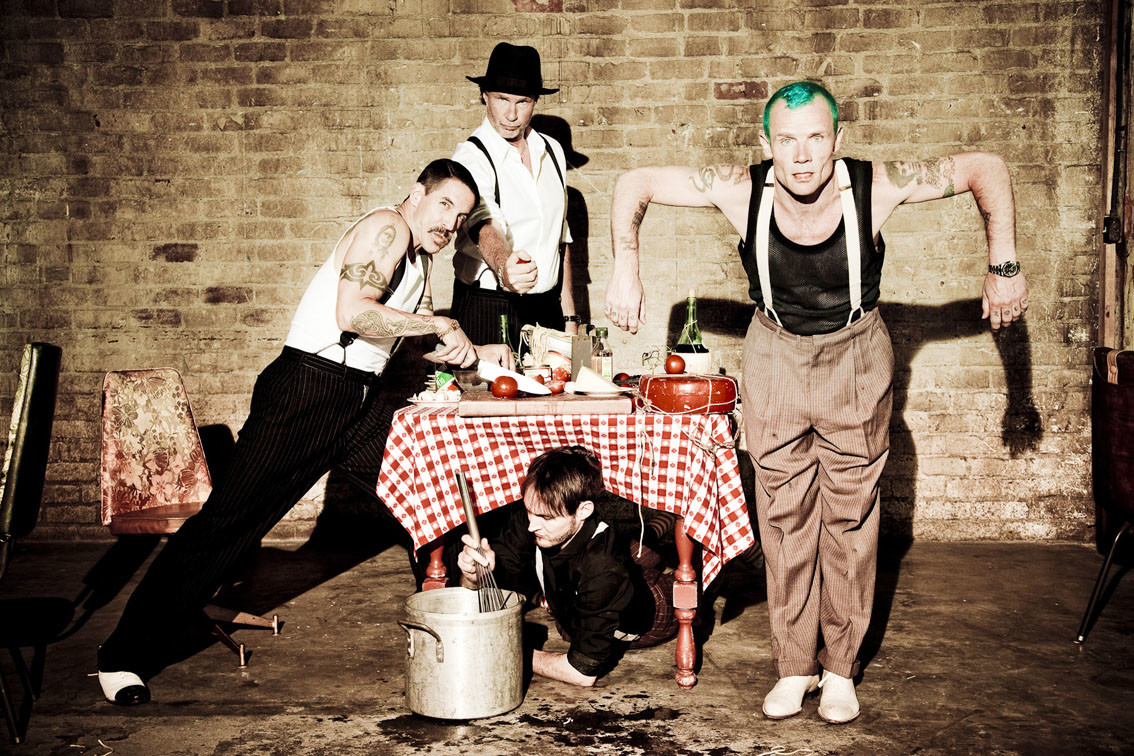
I Red Hot Chili Peppers in una foto promozionale del 2011: in basso Josh Klinghoffer, chitarrista della band negli anni 2010

La registrazione del nuovo album ebbe inizio il 13 settembre 2010, e per la prima volta nella loro carriera vide il contributo del pianoforte suonato da Flea. Fu distribuito nell'ultima settimana di agosto 2011, come anticipato dal batterista della band Chad Smith in un'intervista concessa ad una TV americana.
Il 5 giugno 2011 i RHCP annunciarono tramite il loro sito ufficiale che il loro decimo album in studio, intitolato I'm with You e prodotto da Rick Rubin, sarebbe uscito il 30 agosto 2011.
Il 18 luglio 2011 è uscito in radio e su iTunes il primo singolo estratto dall'album: The Adventures of Rain Dance Maggie, che a parola di Flea è "un brano hard pop mixato alle classiche sonorità funky della band, con una linea di basso potente ed i cori che rimandano un po' ai Rolling Stones di Exile on Main Street e un po' a quelli di Tattoo You". Il singolo è stato messo però su YouTube il 15 luglio 2011 da parte di ignoti, e per circa mezza giornata è rimasto disponibile per l'ascolto, dopodiché la Warner Music Group ha provveduto a rimuoverlo. Il 16 luglio 2011 invece il sito web dell'emittente radiofonica "KROQ" ha lanciato il singolo in anteprima mondiale, mentre il video (ne furono prodotti due, ma il primo diretto dalla rapper Kreayshawn, poco prima di lanciarlo ufficialmente venne scartato) è stato pubblicato il 18 agosto 2011.
Il 12 giugno 2011 viene resa nota la tracklist ufficiale di I'm with You (tramite il Twitter di Flea ed il sito ufficiale dei RHCP), che è composta da 14 brani. Dal 24 agosto 2011, in occasione dell'inizio delle prevendite del nuovo album, è stato possibile ascoltare tutto l'album in streaming sull'Apple iTunes Store. Il 30 agosto 2011 i Red Hot Chili Peppers si sono esibiti in un concerto live che è stato trasmesso al cinema per promuovere l'uscita di I'm with You.
I RHCP intrapresero una serie di concerti promozionali nel corso dell'anno: ad agosto presero parte al Summer Sonic Festival in Giappone (a Osaka e a Chiba) e si esibirono il 9 ad Hong Kong (prima storica data in Cina), mentre l'11 settembre cominciò il tour sudamericano, dove hanno anche suonato al Rock in Rio a Rio de Janeiro il 24 settembre. Il 7 ottobre, i Chili Peppers hanno cominciato il loro tour europeo da Colonia, che si è poi concluso il 19 dicembre a Parigi.
Il 7 ottobre 2011 è uscito come secondo singolo Monarchy of Roses, inizialmente solo nel Regno Unito, ma successivamente anche negli Stati Uniti d'America il 22 ottobre, per poi diffondersi nel resto del mondo; il brano ha riscosso ottimo successo soprattutto in Canada, dove si è piazzato alla terza posizione della Billboard Canadian Hot 100 nella prima settimana. Il 31 dicembre 2011 sono stati ospiti del magnate russo Roman Abramovič nella sua villa a Saint Bartz, nei Caraibi, dove si sono esibiti in un breve concerto per festeggiare il nuovo anno.
Nel gennaio 2012 è uscito come terzo singolo Look Around, mentre nello stesso mese veniva posticipato il tour nordamericano della band a fine marzo, causa un intervento chirurgico al piede di Anthony Kiedis, problema del quale il frontman soffriva da qualche anno. Il tour si è poi concluso a giugno. Il tutto mentre venivano messi in commercio altri due singoli: Did I Let You Know (solo in Brasile) e Brendan's Death Song, canzone dedicata ad un loro amico, Brendan Mullen, scomparso due anni prima.
Il primo maggio 2012 è stato pubblicato solo in versione digitale Rock & Roll Hall of Fame Covers, un EP celebrativo per celebrare l'entrata dei Red Hot Chili Peppers nella Rock and Roll Hall of Fame 2012. L'EP è composto esclusivamente da cover (sia in versione studio che live) che la band ha eseguito tra il 1991 e il 2011. Dopo tutta la primavera impegnata nelle arene degli Stati Uniti, a giugno i Chili Peppers cominciarono la seconda parte del loro tour europeo che, per la prima volta nella loro storia, li portò a suonare in paesi come Lituania, Estonia, Croazia, Grecia, Romania, Bulgaria, Libano, Turchia e Israele.
Nel giugno 2012 fu annunciata dalla band l'uscita di nuovi singoli, brani registrati durante la sessione di I'm with You ma che vennero esclusi dall'album. Le nuove 17 canzoni, completate e riarrangiate, vennero pubblicate due per volta nell'arco di 6 mesi esclusivamente in versione 45 giri. La prima coppia, composta da Strange Man e Long Progression, venne lanciata il 10 agosto 2012. Nel 2013 vengono messe in rete altre canzoni quali The Sunset Sleeps, Hometown Gypsy, Love of Your Life, Never is a Long Time, Victorian Machinery, Pink as Floyd, Your Eyes Girl, In Love Dying, Catch My Death, How It Ends, This Is the Kitt, Brave From Afar, Hanalei e Open/Close e Magpies On Fire.
Nel gennaio 2013 il tour vede un'ulteriore tranche di sette date che riporta la band in Nuova Zelanda e Australia. A febbraio la band arriva a suonare per la prima volta in terra africana, con due date memorabili a Johannesburg e Città del Capo. A marzo è invece la volta del Messico e del Guatemala.
Al termine dell'I'm with You Tour nel 2013, i Red Hot hanno preso parte a vari festival estivi negli Stati Uniti, tra cui l'Orion Music + More a Detroit, svoltosi a giugno, l'Outside Lands a San Francisco e il Firefly Music Festival a Dover, più due concerti ad Anchorage, prima volta assoluta per la band in Alaska. A novembre inoltre, i Peppers sono tornati in Brasile con tre date a Belo Horizonte, San Paolo e Rio de Janeiro e per la prima volta si sono esibiti in Paraguay ad Asunción.
Il 29 novembre 2013, in occasione del Record Store Day, viene pubblicato I'm Beside You, un'edizione limitata in doppio vinile che raccoglie tutte le 17 canzoni precedentemente pubblicate in singoli da 7 pollici nella raccolta I'm Beside You.
A fine anno, la band annuncia nuove date per il 2014, tra cui un concerto al Barclays Center di Brooklyn, a New York e l'esibizione al 7107 International Music Festival che si tenne a febbraio a Pampanga, nelle Filippine, in qualità di headliner; si trattò della prima volta assoluta per la band in quel Paese. Il 2 febbraio hanno affiancato Bruno Mars per l'esibizione durante l'intervallo del Super Bowl XLVIII al MetLife Stadium nel New Jersey, suonando Give It Away. A fine marzo e nei primi di aprile invece, il gruppo torna a suonare in America meridionale, con date in Argentina, Colombia e Cile e un concerto a Porto Rico per la prima volta nella loro storia; a giugno la band torna ad esibirsi in Europa con un'unica data, all'Isle of Wight Festival nell'Isola di Wight, in Inghilterra. 
Nel novembre del 2014 venne annunciato che Rick Rubin, per la prima volta dopo 23 anni, non avrebbe prodotto il prossimo disco della band.

### The Getaway(2015-2019)

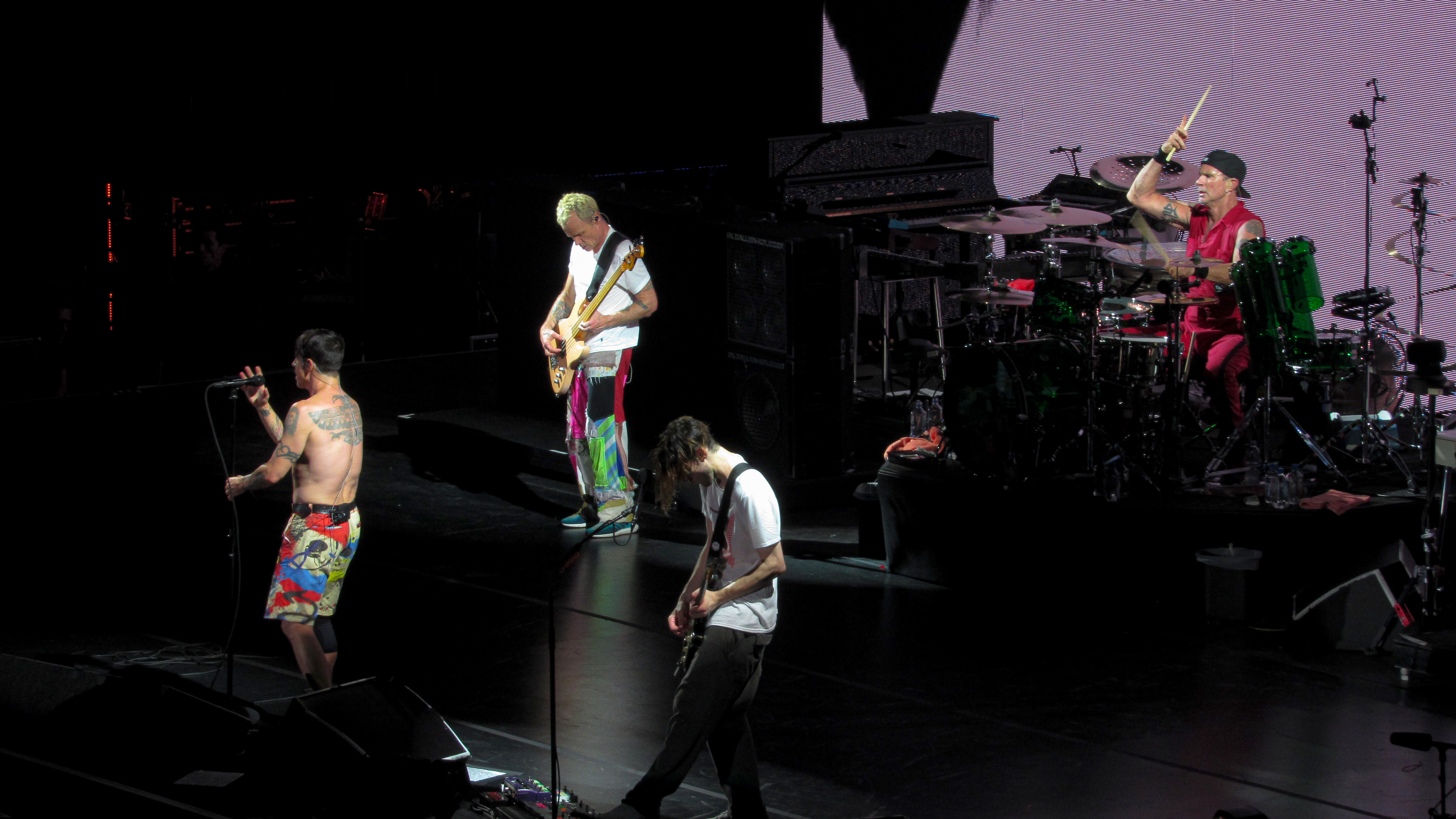
I Red Hot Chili Peppers in concerto a Bologna, l'8 ottobre 2016

Le registrazioni del nuovo disco iniziano nel 2015, dopo essere state posticipate a causa di un incidente subito da Flea sulle piste da sci nel quale rimediò una frattura del braccio. A sostituire Rick Rubin come produttore dell'album è il musicista Danger Mouse. A fine anno i Red Hot Chili Peppers annunciano una serie di concerti in Europa per l'estate 2016, in occasione di alcuni festival, fra cui il Rock am Ring e il Rock im Park in Germania, il Pinkpop Festival in Olanda, il Novarock in Austria, l'Open'er Festival in Polonia e il Roskilde Festival in Danimarca, concerti in Russia e Ucraina, la partecipazione al Fuji Rock Festival in Giappone, l'esibizione al Lollapalooza a Chicago e al Reading e Leeds festivals.
Il 2 maggio 2016 la band annuncia l'uscita del singolo Dark Necessities, avvenuta tre giorni più tardi. Il mese successivo venne reso disponibile il relativo videoclip, diretto dall'attrice statunitense Olivia Wilde. Vengono inoltre annunciate la data di uscita dell'album, intitolato The Getaway, fissata per il 17 giugno e altre date del tour che da fine agosto fino a dicembre porta la band in giro per l'Europa. Nel frattempo, vengono pubblicati tre nuovi singoli: Go Robot uscito il 13 settembre, Sick Love, rilasciato il 4 dicembre e Goodbye Angels il 4 aprile 2017.
Da gennaio ad ottobre 2017 la band intraprende il tour nordamericano, inframmezzato da una serie di concerti nei festival europei nel mese di luglio e dalla partecipazione al Rock in Rio il 24 settembre. Il 2018 vede il gruppo impegnato solamente in tre concerti, che si svolgono nel mese di marzo in Argentina, Cile e Brasile nell'ambito del famoso festival Lollapalooza. Tra febbraio e marzo 2019 il gruppo è tornato ad esibirsi in Oceania a distanza di sei anni, con una serie di date tra Australia e Nuova Zelanda, tra cui il primo concerto in Tasmania, nella città di Hobart. Ma il concerto clou dell'anno si tiene in Egitto, paese mai toccato dai Red Hot in 36 anni di storia, nella suggestiva cornice delle Piramidi di Giza; per l'occasione, l'evento è stato trasmesso in live streaming dai canali social del gruppo. Dopo qualche mese di pausa, ad agosto il gruppo torna a suonare da headliner al Summer Sonic Festival, con due concerti nelle città di Osaka e Chiba. Il 4 settembre la band si esibisce per la prima volta assoluta negli Emirati Arabi Uniti, con un concerto a Yas Island, Abu Dhabi, mentre il 22 fa ritorno a Singapore a distanza di diciassette anni dall'ultima volta, con uno show presso il Singapore Street Circuit di Marina Bay in occasione del Gran Premio di Formula 1. Il 3 ottobre i Red Hot partecipano da headliner al Rock in Rio, nel quale suonano per la prima volta in assoluto il brano Sikamikanico, una b-side di Blood Sugar Sex Magik. L'anno si chiude con uno show benefico tenutosi al Silverlake Conservatory of Music il 2 novembre in quello che, a posteriori, risulterà essere l'ultimo concerto di Josh Klinghoffer con i Peppers.

### Secondo ritorno di Frusciante,Unlimited LoveeReturn of the Dream Canteen(2019-2025)

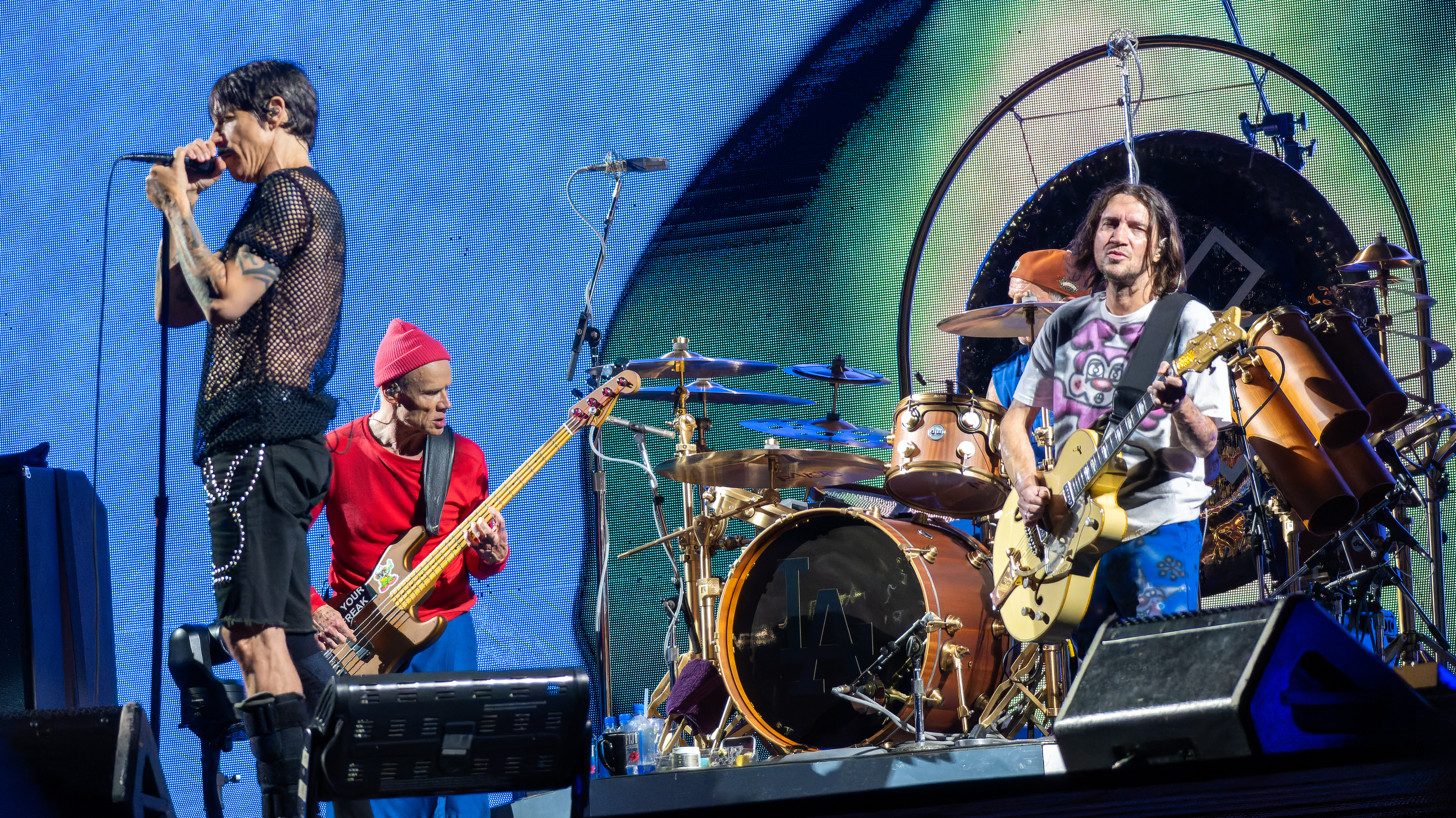
I Red Hot Chili Peppers in concerto a Londra nel 2023

Il 15 dicembre 2019 la band annuncia infatti l'uscita dal gruppo del chitarrista losangelino e il simultaneo ritorno di John Frusciante, storico componente della formazione. L'8 febbraio 2020 il gruppo (ad eccezione di Chad Smith) torna ad esibirsi a distanza di tredici anni dall'ultima volta con Frusciante, suonando in un mini set a Beverly Hills per commemorare la scomparsa del produttore discografico Andrew Burkle; all'evento prendono parte anche Stephen Perkins, Bob Forrest, Norwood Fisher e l'ex chitarrista Dave Navarro. I concerti previsti per l'estate successiva vengono inizialmente posticipati di un anno a causa dello scoppio della pandemia di COVID-19, per poi essere in gran parte cancellati a causa della recrudescenza del virus.
Tra settembre e ottobre 2021, con due video pubblicati attraverso i propri profili social, il gruppo annuncia il Global Stadium Tour in Europa e in Nord America per l'estate 2022, con le relative date. Il 4 febbraio 2022 viene quindi pubblicato il singolo Black Summer, il primo dopo il rientro di Frusciante nel gruppo; contemporaneamente è stato annunciato anche il titolo del dodicesimo album, Unlimited Love, pubblicato il 1º aprile successivo e anticipato dal riconoscimento della stella presso la Hollywood Walk of Fame.
Il 23 luglio 2022 Kiedis, durante l'esibizione del gruppo al Empower Field di Denver, ha rivelato l'uscita del tredicesimo album Return of the Dream Canteen, fissata al 14 ottobre seguente. Il doppio album, che ha debuttato alla posizione n. 3 della Billboard 200, è stato anticipato dal primo singolo Tippa My Tongue, reso disponibile il 19 agosto e seguito il 23 settembre dal secondo estratto Eddie, dedicato a Eddie van Halen.
Terminato dopo due anni il tour mondiale, l'11 agosto 2024 la band si esibisce a Long Beach, in California, eseguendo Can't Stop e Eddie (quest'ultima suonata per uno speciale post-olimpiadi sulla NBC) nell'ambito della cerimonia di chiusura dei Giochi Olimpici di Parigi in rappresentanza di Los Angeles, sede della manifestazione nel 2028.
Il 30 gennaio 2025 il gruppo partecipa invece al Fire Aid, evento benefico organizzato per raccogliere fondi a supporto delle popolazioni colpite dagli incendi che in quelle settimane devastarono la California.

## Stile ed influenze
I Red Hot Chili Peppers si distinguono per aver sperimentato nel corso degli anni più generi, tra cui rock alternativo, funk rock, funk metal e rap rock. Ciò è evidente in gran parte delle loro tecniche. Nei primi tre album in studio trassero ispirazione soprattutto da Funkadelic, Minutemen e Sly Stone, ma anche da Black Flag, Stooges, James Brown, Stevie Wonder, Jimi Hendrix, Kurtis Blow, Grandmaster Flash and The Furious Five. Poi hanno sviluppato uno stile proprio, ulteriormente diversificato dopo la loro ascesa al successo all'inizio degli anni novanta.

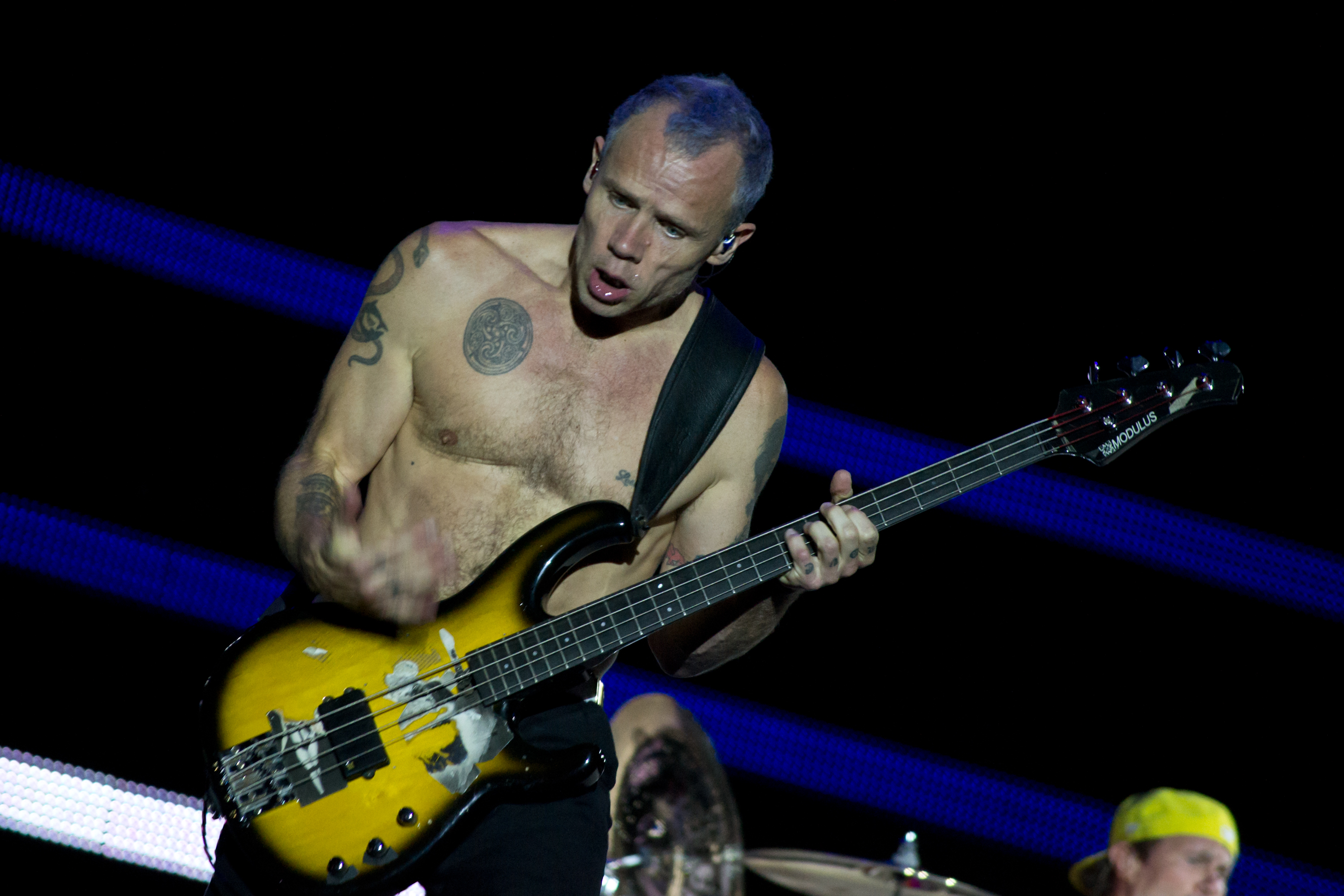
Flea impegnato nello slapping, tecnica che ha contraddistinto il suono dei Red Hot Chili Peppers

Lo stile di basso di Flea unisce groove funk con durezza e velocità punk, ed è ispirato da artisti come Bootsy Collins dei Parliament/Funkadelic, Kim Clarke dei Defunkt (dalla quale ha poi confessato di essersi ispirato per il giro di basso di Out in L.A., prima canzone del gruppo californiano), John Deacon dei Queen e Sid Vicious dei Sex Pistols. Flea faceva molto uso dello slap, elemento caratterizzante della musica del gruppo nei primi cinque album, e si è poi spostato ad uno stile più melodico ed orecchiabile ma sempre eccentrico.
In quarant'anni di carriera si sono susseguiti vari chitarristi, che però hanno avuto in comune la passione per Jimi Hendrix. Per il gruppo assunse particolare importanza Hillel Slovak, che usava riff vicini a blues, hard rock, funk e punk. I sostituti e successori di Slovak hanno sempre cercato di essere più vicini possibile al suo stile. Jack Sherman s'ispirava a rock e funk, influenzato da Leslie West, Eddie Hazel e Garry Shider, mentre Dave Navarro era vicino a metal e rock psichedelico, ispirato in questo dalla sua esperienza con i Jane's Addiction. John Frusciante non solo s'ispira in buona parte a Slovak ma col gruppo si è cimentato anche in linee di chitarra più melodiche ed orecchiabili, oltre che in assoli particolari. Questo è particolarmente evidente nei lavori da Californication. Con Stadium Arcadium Frusciante ha peraltro cambiato stile in modo abbastanza evidente, riducendo al minimo gli assoli melodiosi ed esili di By the Way e lanciandosi in alcuni virtuosismi vecchio stile.

Secondo Flea, se con Frusciante l'intesa nel suonare sia sempre risultata piuttosto facile, con Josh Klinghoffer c'è voluto invece un po' più di tempo perché si trovasse la giusta alchimia tra entrambi:
Dei batteristi reclutati nel gruppo, se Jack Irons apportò uno stile nervoso e dinamico, Chad Smith si distingue per influenze di varia matrice, ma soprattutto hard rock, citando come propri ispiratori i Kiss, i Led Zeppelin e il loro batterista John Bonham, Keith Moon, Mitch Mitchell, Carmine Appice, Black Sabbath, Mötley Crüe, Jimi Hendrix, Van Halen, The Who, P-Funk, Buddy Rich.
Anthony Kiedis è considerato uno dei cantanti più versatili della scena rock, anche se con il passare degli anni è stato spesso oggetto di critiche a causa di diverse stonature e dimenticanze di testi. Nei primi anni di carriera il cantante si affidò a parti vocali di derivazione hip hop, che hanno contraddistinto vari brani dei primi album in studio del gruppo, comprese alcune tracce di Blood Sugar Sex Magik. Col passare degli anni, soprattutto a partire da Californication, ha cominciato a dedicarsi maggiormente alla melodia, come dimostrato anche dal seguito By the Way, dove compaiono solo due tracce con elementi vagamente hip hop, e dai lavori seguenti. Spesso anche Frusciante canta in sottofondo cori in falsetto, uno dei veri marchi di fabbrica del gruppo, cosa che ha anche proseguito il suo successore Klinghoffer.
L'improvvisazione è da sempre una costante del gruppo, e su di essa si basavano spesso le loro prime esibizioni. Molti degli assoli di John Frusciante e Flea sono improvvisati, soprattutto dal vivo. L'improvvisazione, sotto forma di jam, contrassegna anche le aperture e la fine dei loro concerti più recenti, e può anche essere di lunga durata, come in alcune versioni live di Give It Away, Californication ed Around the World.
La fusione di generi musicali inaugurata dal gruppo è stata presa in considerazione da vari critici, per aver influenzato alcune correnti musicali nate in seguito, tra le quali il già citato rap rock e il nu metal. Nel 2002, in un'intervista concessa alla rivista Penthouse, il cantante ammise "di aver probabilmente ispirato, con l'idea di comporre canzoni rock con strofe rap, artisti come Kid Rock, Limp Bizkit, Linkin Park e altri simili."

### Tematiche
I testi del gruppo, scritti in gran parte da Kiedis, hanno affrontato una grande varietà di argomenti. Tra questi vi sono l'amore, l'amicizia, l'angoscia adolescenziale, tematiche politiche e sociali (specie la questione dei nativi americani), il romanticismo, la droga, la solitudine, la California, la povertà, l'alcolismo e le riflessioni sulla morte, spesso insieme a versi che sfociano nel nonsenso. Insieme a Kiedis, anche gli altri membri del gruppo contribuiscono alla scrittura dei testi.

## Altre attività

### Impegno per la protezione ambientale

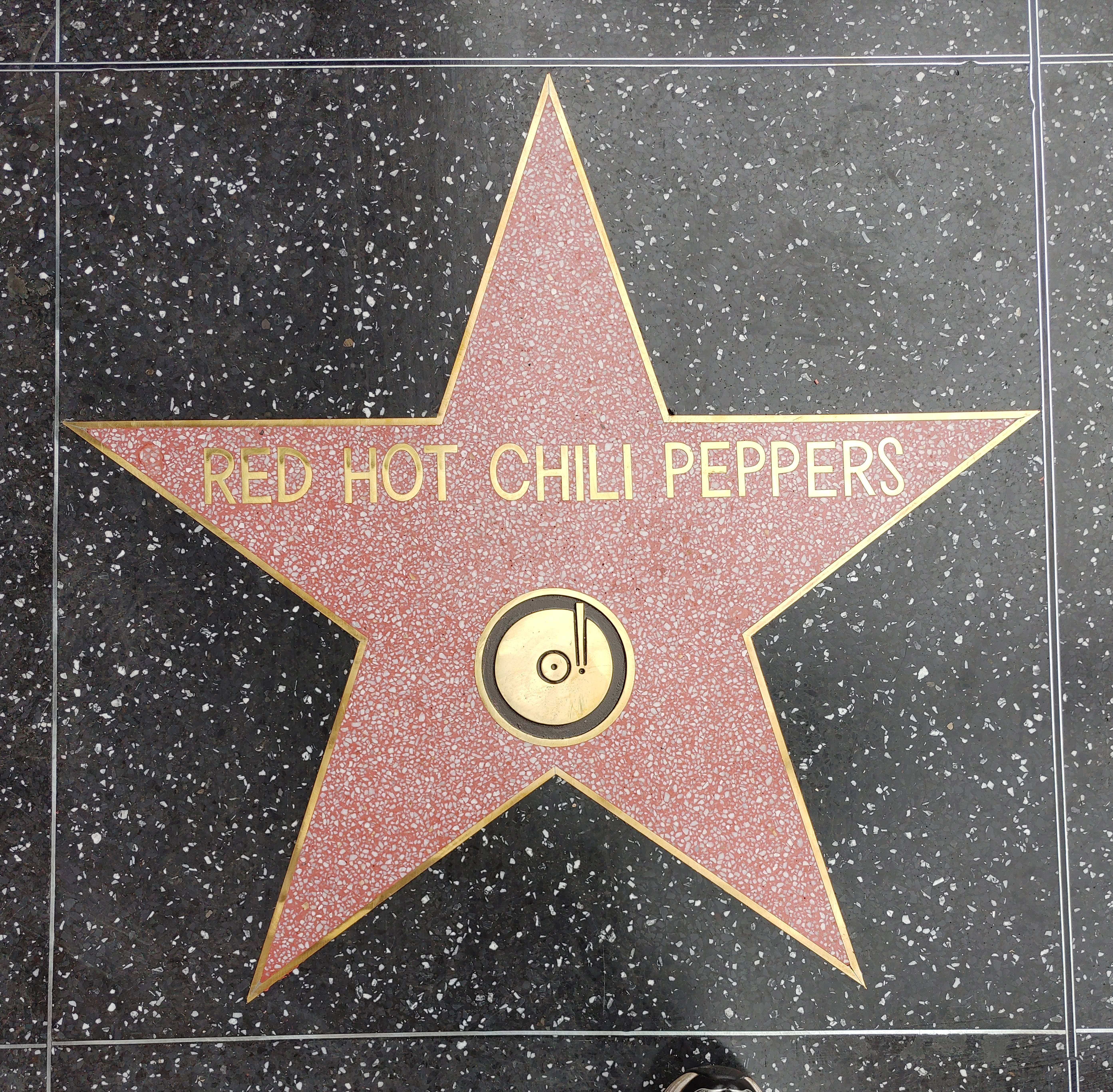
La stella dedicata al gruppo sulla Hollywood Walk of Fame

I Red Hot Chili Peppers sono donatori dell'organizzazione per la conservazione della vita marina Sea Shepherd Conservation Society. Supportano anche la sua organizzazione gemella Sea Shepherd Global, ad esempio mostrando video delle campagne di Sea Shepherd al Big Day Out Festival australiano e invitando i fan presenti a sostenerli. Inoltre, hanno invitato tutti i volontari di Sea Shepherd Svizzera a uno dei loro concerti e hanno pubblicato una loro foto con un asciugamano di Sea Shepherd su Instagram.

### Attività di attori
Alle carriere di musicisti, Anthony Kiedis e Flea hanno affiancato anche quelle di attori. Infatti hanno preso parte a ruoli minori, in alcuni film girati negli ultimi decenni: Flea è comparso per la prima volta davanti alle cineprese in Suburbia, film del 1983 dove interpretava un punk di nome Razzle; successivamente in Ritorno al futuro - Parte II e Ritorno al futuro - Parte III nei panni di Douglas Needles, in un recente rifacimento del film Psyco, in Paura e delirio a Las Vegas, Il grande Lebowski e Belli e dannati con Keanu Reeves; Kiedis in Point Break. Nel 1986 i Red Hot Chili Peppers apparvero come ospiti nei film Thrashin' - Corsa al massacro e Due tipi incorreggibili, nel rifacimento del video per Sex Machine di James Brown, nel video per Who Was in My Room Last Night? dei Butthole Surfers, e con Anthony in quello per Wicked, del rapper Ice Cube. Nel 1994 comparvero insieme in Sesso e fuga con l'ostaggio, interpretando due ragazzi diretti ad un concerto.

## Formazione
Attuale
- Anthony Kiedis – voce (1983-presente)
- Flea – basso, cori, pianoforte e tromba (1983-presente)
- Chad Smith – batteria e percussioni (1988-presente)
- John Frusciante – chitarra, cori e tastiera (1988-1992, 1998-2009, 2019-presente)

Turnisti
- Chris Warren – tastiere, percussioni (2006-presente)

Ex componenti
- Hillel Slovak – chitarra, cori (1983, 1985-1988)
- Jack Irons – batteria, percussioni, cori (1983, 1986-1988)
- Jack Sherman – chitarra, cori (1983-1984)
- Cliff Martinez – batteria, percussioni, cori (1983-1986)
- DeWayne McKnight – chitarra, cori (1988)
- D.H. Peligro – batteria (1988)
- Arik Marshall – chitarra, cori (1992-1993)
- Jesse Tobias – chitarra, cori (1993)
- Dave Navarro – chitarra, cori (1993-1998)
- Josh Klinghoffer – chitarra, cori (2009-2019)

Ex turnisti
- Keith Morris – voce (sostituto di Kiedis per un concerto) (1984)
- Chuck Biscuits – batteria (sostituto di Martinez per alcuni concerti) (1985)
- Keith Barry – sassofono, violino, cori (1989-1990)
- Kristen Vigard – cori (1989, 1995)
- Vicki Calhoun	– cori (1989)
- Rob Rule – chitarra, cori (1995-1996)
- Rain Phoenix – cori (1995-1996)
- Acacia Ludwig – cori (1996)
- Marcel Rodríguez-López – tastiere, percussioni (2006-2007)
- Josh Klinghoffer – chitarra, tastiere, cori (2007)
- Mauro Refosco – percussioni (2011-2014)
- Mike Bulger – tromba, pianoforte (2011)
- Nate Walcott – pianoforte, tastiere (2016-2019)
- Samuel Bañuelos III – basso (nell'esecuzione di Go Robot e di Encore) (2016-2019)[115]
- Zach Irons – chitarra (nell'esecuzione di Dosed)  (2017)
- Stephen Perkins – batteria (sostituto di Smith per un concerto) (2020)

Cronologia

## Discografia

### Album in studio
- 1984 – The Red Hot Chili Peppers
- 1985 – Freaky Styley
- 1987 – The Uplift Mofo Party Plan
- 1989 – Mother's Milk
- 1991 – Blood Sugar Sex Magik
- 1995 – One Hot Minute
- 1999 – Californication
- 2002 – By the Way
- 2006 – Stadium Arcadium
- 2011 – I'm with You
- 2016 – The Getaway
- 2022 – Unlimited Love
- 2022 – Return of the Dream Canteen

### Album tributo
- 1998 – Under the Covers: Essential Red Hot Chili Peppers

### Album dal vivo
- 2004 – Live in Hyde Park

### Raccolte
- 1992 – What Hits!?
- 1994 – Live Rare Remix Box
- 1994 – The Plasma Shaft
- 1994 – Out in L.A.
- 1994 – Greatest Hits
- 1995 – The Originals
- 2003 – Greatest Hits
- 2006 – iTunes Originals
- 2009 – 10 Great Songs
- 2011 – Road Trippin' Through Time
- 2013 – I'm Beside You
- 2014 – The Studio Album Collection 1991 - 2011

## Riconoscimenti
| Anno | Premio                  | Qualifica                                                            |
| ---- | ----------------------- | -------------------------------------------------------------------- |
| 1992 | MTV Video Music Awards  | Miglior video d'esordio (Give It Away)                               |
| 1992 | MTV Video Music Awards  | Migliore direzione artistica (Give It Away)                          |
| 1992 | MTV Video Music Awards  | Migliore scelta dello spettatore (Under The Bridge)                  |
| 1993 | Grammy Awards           | Best Hard Rock Performance (Give It Away)                            |
| 2000 | MTV Video Music Awards  | Miglior videografia (premio alla carriera)                           |
| 2000 | MTV Video Music Awards  | Migliore direzione artistica (Californication)                       |
| 2000 | MTV Video Music Awards  | Migliore regia (Californication)                                     |
| 2000 | MTV Video Music Awards  | Miglior artista rock                                                 |
| 2000 | Billboard               | Miglior gruppo musicale alternativo                                  |
| 2000 | Grammy Awards           | Best Rock Song (Scar Tissue)                                         |
| 2002 | MTV Europe Music Awards | Migliore esibizione dal vivo                                         |
| 2002 | MTV Europe Music Awards | Miglior artista rock                                                 |
| 2003 | Brit Awards             | Miglior gruppo musicale straniero                                    |
| 2006 | MTV Video Music Awards  | Migliore direzione artistica (Dani California)                       |
| 2006 | MTV Europe Music Awards | Miglior album (Stadium Arcadium)                                     |
| 2006 | American Music Award    | Miglior gruppo pop/rock                                              |
| 2006 | American Music Awards   | Miglior artista alternativo                                          |
| 2007 | Grammy Awards           | Best Rock Performance by a Duo or Group with Vocal (Dani California) |
| 2007 | Grammy Awards           | Best Rock Song (Dani California)                                     |
| 2007 | Grammy Awards           | Best Boxed or Special Limited Edition Package (Stadium Arcadium)     |
| 2007 | Grammy Awards           | Best Rock Album (Stadium Arcadium)                                   |
| 2007 | Grammy Awards           | Best Producer (Rick Rubin – Stadium Arcadium)                        |
| 2022 | MTV Video Music Awards  | Miglior video rock (Black Summer)                                    |